# Томаш Пешинa
Томаш Jaн Пешинa (1629. – 1680.) је био чешки католички свештеник, историчар и писац, из 17. столећа.

## Биографија

### Детињство и рана младост
Родио се 1629. године у граду Початки, у Чешкој , у породици локалног месара, који се овде доселио приближно 1610. године, из Окроухлe Радоуње. Учио је од 1643. до 1648. године у језуитској гимназији у Јиндрихувом Храдецу  од 1648. до 1653. године, учио је на језуитској академији Карантинум у Прагу. Године 1653. додељен му је чин свештеника и постао је капелан у Костелецу над Орлицом.

### Каснији живот
Године 1655., постао је декан у Костелецу над Орлицом, а затим је од 1657. године био декан у Литомислу. Годину дана касније, 1658. године, постао је бискупски викар половине Хрудимског краја, а пет година касније, 1663. године, постао је каноник у катедрали капитола Св. Стефана у Литомержици, а потом каноник Вишеградскa капитола, а две године касније, постао је каноник у цркви Св. Вида, у Прагу.
Све је више напредовао у црквеној хијерархији, постао је 1670. године декан митрополитског каптола и званични и генерални викар прашког надбискупа Матоша Фердинанда Собека из Биленберга. Године 1674. га је аустијски цар Леополд Хабзбург поставио за титуларног бискупа смедеревског. Дискутабилно је да ли је прихватио хиротонију помоћног прашког бискупа.

### Књижевни рад
Био је моравски историограф. Подстакнут професорима и својим старијим колегом Богуславoм Балбиним (1621–1688), систематски се бавио моравском историјом: 1663. објавио је латинско дело „Prodromus Моravograpfiae“ у Литомишлу, на чешком познатом као „Моравопис“. У три тома посветио се историји Моравске. 1676. објавио је „Маrs Моravicus“. Ови радови су дуго били главни извор знања о историји Mоравске. У „Ucalegon Germaniae, Italiae et Poloniae“  описао је турске инвазије на Европу. Он је такође први именовао аутора најстарије чешке Далимилове хронике.

### Смрт
Томаш Пешина умро је од куге, у лето 1680. године у Прагу, у својој 50. години старости.

## Дела
- Mapa lanšperského panství.
- Prodromus Moravographiae (1663.) / Moravopis (1663.).
- Ucalegon Germaniae, Italiae et Poloniae: Hungaria, flamma belli Turcici ardens (1663.).
- Phosphorus septicornis, stella alias matutina... (1673.).
- Mars Moravicus (1676.).